# Egisto Olivieri
Egisto Olivieri (Roma, 21 marzo 1880 – Bologna, 4 marzo 1962) è stato un attore italiano, attivo in teatro e cinema.

## Biografia
Figlio dell'impiegato al Ministero delle Finanze Alberto Olivieri e di Adele Marini, dopo gli studi nella scuola di recitazione diretta da Virginia Marini ed essersi diplomato come geometra, inizia la carriera artistica a vent'anni come cavallerizzo in un circo. Nella stagione 1901-1902 iniziò una lunga carriera teatrale, che lo vede nel primo decennio del XX secolo con Alfredo De Sanctis, Renato Chiantoni ed Emma Gramatica. 
Negli anni dieci recita con Alda Borelli e allo scoppio della Prima Guerra Mondiale viene chiamato alle armi. Rientrato, riprende l'attività teatrale con Virgilio Talli e Ruggero Ruggeri, quindi nel 1925 entra nel Teatro d'Arte di Luigi Pirandello. Alla fine degli anni venti è con Corrado Racca e Wanda Capodaglio, poi nel 1931 è nella Compagnia Za-bum di Mario Mattoli con Lamberto Picasso e Tatiana Pavlova. Nella seconda metà degli anni trenta recitò con Renzo Ricci, Corrado De Cenzo, Sandro Ruffini, Giulio Stival e infine, in piena seconda guerra mondiale, con Ermete Zacconi. 
Nel secondo dopoguerra si ritirò da un'attività sul palcoscenico nella quale incontrò grandi personalità, mentre sul grande schermo ricoprì perlopiù ruoli da caratterista: attivo dal 1926 al 1950 in una quarantina di pellicole, alla fine si ritira alla Casa di Riposo per attori di Bologna intitolata alla diva del muto Lyda Borelli, dove nel 1956 riceve il premio della Presidenza del Consiglio per la sua attività artistica. Sposato con Cesarina Calabresi, figlia dell'attore teatrale Oreste Calabresi (1857-1915), muore a Bologna all'età di 82 anni. Il 5 dicembre del 2000, trentotto anni dopo la scomparsa, il nipote dell'attore, Bruno Darò, dona il suo fondo alla Biblioteca e museo teatrale del Burcardo.

## Filmografia
- Garibaldi, l'eroe dei due mondi, regia di Aldo De Benedetti (1926)
- Il caso Haller, regia di Alessandro Blasetti (1933)
- La maestrina, regia di Guido Brignone (1933)
- Un cattivo soggetto, regia di Carlo Ludovico Bragaglia (1933)
- Frontiere, regia di Mario Carafoli e Cesare Meano (1934)
- Come le foglie, regia di Mario Camerini (1934)
- La signora di tutti, regia di Max Ophüls (1934)
- Aldebaran, regia di Alessandro Blasetti (1935)
- Jungla nera, regia di Jean-Paul Paulin (1936)
- Tredici uomini e un cannone, regia di Giovacchino Forzano (1936)
- Luciano Serra pilota, regia di Goffredo Alessandrini (1938)
- Il socio invisibile, regia di Roberto Roberti (1939)
- Piccolo re, regia di Redo Romagnoli (1939)
- Arditi civili, regia di Domenico Gambino (1940)
- Capitan Fracassa, regia di Duilio Coletti (1940)
- Il re d'Inghilterra non paga, regia di Giovacchino Forzano (1941)
- La maschera di Cesare Borgia, regia di Duilio Coletti (1941)
- Luisa Sanfelice, regia di Leo Menardi (1942)
- Una storia d'amore, regia di Mario Camerini (1942)
- La morte civile, regia di Ferdinando Maria Poggioli (1942)
- Carmela, regia di Flavio Calzavara (1942)
- Il fanciullo del West, regia di Giorgio Ferroni (1942)
- Incontri di notte, regia di Nunzio Malasomma (1943)
- Cortocircuito, regia di Giacomo Gentilomo (1943)
- In due si soffre meglio, regia di Nunzio Malasomma (1943)
- Il paese senza pace, regia di Leo Menardi (1943)
- Resurrezione, regia di Flavio Calzavara (1944)
- La buona fortuna, regia di Fernando Cerchio (1944)
- Trent'anni di servizio, regia di Mario Baffico (1944)
- Un fatto di cronaca, regia di Piero Ballerini (1944)
- Posto di blocco, regia di Ferruccio Cerio (1945)
- Peccatori, regia di Flavio Calzavara (1945)
- La vita semplice, regia di Francesco De Robertis (1945)
- Senza famiglia, regia di Giorgio Ferroni (1946)
- Partenza ore 7, regia di Mario Mattoli (1946)
- Il sole sorge ancora, regia di Aldo Vergano (1946)
- Eugenia Grandet, regia di Mario Soldati (1947)
- Sperduti nel buio, regia di Camillo Mastrocinque (1947)
- Dove sta Zazà?, regia di Giorgio Simonelli (1947)
- Il fiacre n. 13, regia di Mario Mattoli (1948)
- Cuore, regia di Duilio Coletti (1948)
- Arrivederci, papà!, regia di Camillo Mastrocinque (1948)
- L'ebreo errante, regia di Goffredo Alessandrini (1948)
- Fabiola, regia di Alessandro Blasetti (1949)
- La mano della morta, regia di Carlo Campogalliani (1949)
- Ho sognato il paradiso, regia di Giorgio Pàstina (1949)
- Canzoni per le strade, regia di Mario Landi (1950)
- Miracolo a Milano, regia di Vittorio De Sica (1950)

## Prosa televisiva Rai
- Romeo e Giulietta, di William Shakespeare, regia di Franco Enriquez, trasmessa il 29 gennaio 1954.